# Gelatina cardíaca
La gelatina cardíaca es una estructura acelular y uniformemente distribuida a lo largo de todo el tubo cardíaco primitivo durante el desarrollo embrionario. Esta estructura va a ir sufriendo importantes cambios conforme el paso del tiempo:
- Comienza a poblarse de células mesenquimáticas las cuales se originan del endocardio al ser inducido este por el miocardio
- Va a irse remodelando a lo largo del tubo cardíaco, acumulándose en algunas regiones y disminuyendo en otras para formar los esbozos de los tabiques o septos que separarán a los segmentos cardíacos (el tabique interauricular y el tabique interventricular).
- En vista de un microscopio la gelatina cardiaca se encuentra al lado izquierdo de la orejuela auricular, junto a un vaso coronario.